# Europäische Stachel-Käferschnecke
Die Europäische Stachel-Käferschnecke (Acanthochitona crinita) ist eine Art der Käferschnecken (Polyplacophora) aus dem Stamm der Weichtiere (Mollusca). Sie kommt an Felsküsten der europäischen Atlantikküste z. T. in sehr großen Individuenzahlen vor (bis zu 1000 Tiere pro m²).

## Merkmale
Die äußere Umrissform ist länglich elliptisch. Im Querschnitt ist der Rücken flach gerundet, der Fuß flach. Die Tiere erreichen eine Länge bis 3,4 cm bei einer Breite von etwa 2,5 cm. Der Rücken ist mit acht Schalenplatten bedeckt, mit sechs gleichartigen Zwischenplatten, einer kleinen elliptischen Schwanzplatte und einer etwa halbrunden Kopfplatte. Sie bestehen aus Aragonit. Alle Schalenplatten sind mit unregelmäßig verteilten Warzen unterschiedlicher Größe bedeckt. Die Grundfarbe der Schalenplatten ist sehr variabel, von gebrochenem weiß, grau, gelblich, grünlich, bräunlich bis zu Blautönen. Die Zeichnung ist gefleckt, gestreift oder marmoriert, selten einfarbig. Die Kopf- und Schwanzplatten sind nach vorne bzw. nach hinten gerundet. Die Zwischenplatten sind kräftig gekielt. Der Rücken wird von einem relativ breiten Gürtel umgeben, aus dem randlich 18–20 Büschel mit Kalknadeln herausragen. Die bis zu 1 mm langen Kalknadeln sind milchig-weiß bis farblos. Der restliche Gürtel ist von kurzen und unregelmäßig verteilten Kalknadeln bedeckt. In der Mantelhöhle befinden sich 10 bis 15 Paar Kiemen.

## Geographisches Vorkommen und Lebensweise
Diese Art kommt an der Ostküste des Atlantik vor. Im Norden reicht das Verbreitungsgebiet bis etwa 66° nördlicher Breite, im Süden bis nach Westafrika. Die Art kommt auch im Mittelmeer und einigen mittelatlantischen Inseln (Azoren, Kapverdische Inseln) vor. Die Tiere leben an Felsküsten (Litoral) bis in Tiefen von 50 m, an die sich diese Art sehr gut angepasst hat. Die sich nur langsam bewegenden Tiere weiden Algen von Steinen ab, wobei sie sich mit ihrem muskulösen Fuß festhalten. Durch ihre mit Magnetit verstärkten Zähnchen der Radula können sie auch Kalkalgen abweiden. Wird ein Tier ins Meer gespült, kann es sich zum Schutz wie eine Assel einrollen. Die Tiere werden im Durchschnitt nur etwa ein Jahr alt, eine Ausnahme unter den Käferschnecken, die meist mehrere Jahre alt werden.

## Unterarten
Acanthochitona crinita wird von einigen wenigen Autoren in Unterarten aufgeteilt:
- Acanthochitona crinita crinita (Pennant, 1777), Atlantikküsten von Norwegen bis zur Iberischen Halbinsel
- Acanthochitona crinita oblonga (Leloup, 1981), Mittelmeer
- Acanthochitona crinita adansoni Rochebrune 1881, Kapverdische Inseln und Westafrika

### Online
- Acanthochitona crinita (Artbeschreibung auf Schwedisch; PDF; 123 kB)